# Canoa/kayak ai XII Giochi del Mediterraneo
Il programma di canoa/kayak ai XII Giochi del Mediterraneo ha previsto 8 gare (4 di canoa e 4 di kayak), tutte maschili.

## Risultati

### Uomini
| Evento                  | Oro                                        | Perform. | Argento                                    | Perform. | Bronzo                                       | Perform. |
| In acque libere - Canoa |                                            |          |                                            |          |                                              |          |
| C1 - 500 m              | Francia Éric le Leuch                      | 1.52.41  | Spagna Enrique Míguez                      | 1.53.52  | Croazia Drazen Funtak                        | 1.53.86  |
| C1 - 1000 m             | Spagna Enrique Míguez                      | 4.00.61  | Francia Jean-Gilles Grare                  | 4.01.08  | Croazia Drazen Funtak                        | 4.08.42  |
| C2 - 500 m              | Spagna Alfredo Bea Oleg Shelestenko        | 1.45.46  | Francia Philippe Renaud Pascal Sylvoz      | 1.47.32  | Croazia Drazen Funtak Ivan Sabjan            | 1.48.21  |
| C2 - 1000 m             | Francia Olivier Boivin Sylvain Hoyer       | 3.38.62  | Spagna Alfredo Bea Oleg Shelestenko        | 3.41.81  | Italia Fabrizio Lazzerini Paolo Marchetti    | 3.42.35  |
| In acque libere - Kayak |                                            |          |                                            |          |                                              |          |
| K1 - 500 m              | Daniele Scarpa                             | 1.38"23  | Gregorio Vicente                           | 1.39"61  | Zvonimir Krznaric                            | 1.39"81  |
| K1 - 1000 m             | Beniamino Bonomi                           | 3.33"38  | Jesús Martínez                             | 3.34"03  | Zvonimir Krznaric                            | 3.36"88  |
| K2 - 500 m              | Spagna Juan Jose Roman Juan Manuel Sanchez | 1.29"31  | Italia Bruno Dreossi Antonio Rossi         | 1.30"27  | Francia Etienne Caille Eric Preaux           | 1.31"88  |
| K2 - 1000 m             | Italia Antonio Rossi Daniele Scarpa        | 3.12"68  | Spagna Juan Jose Roman Juan Manuel Sanchez | 3.17"73  | Francia Patrick Lancereau Jean Damien Lioult | 3.20"25  |

## Medagliere
| Posizione | Paese   |   |   |   | Totale |
| --------- | ------- | - | - | - | ------ |
| 1         | Spagna  | 3 | 5 | 0 | 8      |
| 2         | Italia  | 3 | 1 | 1 | 5      |
| 3         | Francia | 2 | 2 | 2 | 6      |
| 4         | Croazia | 0 | 0 | 5 | 5      |
| Totale    | Totale  | 8 | 8 | 8 | 24     |